# Pawieł Nikitin
Pawieł Nikołajewicz Nikitin (ros. Павел Николаевич Никитин, ur. 7 lipca 1907 we wsi Wukogurt w guberni wiackiej, zm. 1972) – przewodniczący Rady Ministrów Udmurckiej ASRR (1948-1952).
Ukończył udmurckie technikum pedagogiczne, należał do RKP(b)/WKP(b), 1927-1929 wykładał w szkole i na fakultecie robotniczym w Iżewsku, 1929-1930 kierował rejonowym oddziałem rolnym w Wotskim Obwodzie Autonomicznym (późniejszy Udmurcki Obwód Autonomiczny), 1930-1931 był dyrektorem głazowskiego technikum w Wotskim Obwodzie Autonomicznym. 1931-1933 kierownik Wydziału Organizacyjno-Instruktorskiego Komitetu Wykonawczego Wotskiego Obwodu Autonomicznego, 1933-1935 kierownik rejonowego oddziału rolnego w Udmurckim Obwodzie Autonomicznym/Udmurckiej ASRR, 1935-1937 przewodniczący komitetu wykonawczego rady rejonowej w Udmurckiej ASRR, 1937-1938 przewodniczący Kadrowego Komitetu Organizacyjnego wsi Pyczas w Udmurckiej ASRR. 1938-1940 dyrektor szkoły mechanizatorów w Sarapule, 1940-1943 zastępca kierownika Wydziału Rolnego Udmurckiego Komitetu Obwodowego WKP(b), od 1943 do czerwca 1948 sekretarz Udmurckiego Komitetu Obwodowego WKP(b), od 9 czerwca 1948 do 19 sierpnia 1952 premier Udmurckiej ASRR. Odznaczony Orderem Lenina i Orderem Czerwonego Sztandaru Pracy.